# Колквіт (округ, Джорджія)
Шаблон:StateAbbr_ 31°11′ пн. ш. 83°46′ зх. д. / 31.19° пн. ш. 83.77° зх. д.
Округ Колквіт (англ. Colquitt County) — округ (графство) у штаті Джорджія, США. Ідентифікатор округу 13071.

## Історія
Округ утворений 1856 року.

## Демографія
За даними перепису
2000 року
загальне населення округу становило 42053 осіб, зокрема міського населення було 15642, а сільського — 26411.
Серед мешканців округу чоловіків було 20828, а жінок — 21225. В окрузі було 15495 домогосподарств, 11066 родин, які мешкали в 17554 будинках.
Середній розмір родини становив 3,12.
Віковий розподіл населення поданий у таблиці:
| Стать    | До 15 років | 15-21 | 22-29 | 30-39 | 40-49 | 50-65 | 65-85 | Понад 85 |
| -------- | ----------- | ----- | ----- | ----- | ----- | ----- | ----- | -------- |
| Чоловіки | 4911        | 2448  | 2529  | 3093  | 2694  | 3042  | 1951  | 160      |
| Жінки    | 4619        | 2142  | 2183  | 2926  | 2810  | 3251  | 2842  | 452      |

## Суміжні округи
- Тіфт — північний схід
- Кук — схід
- Брукс — південний схід
- Томас — південний захід
- Мітчелл — захід
- Ворт — північний захід

## Виноски
1. ↑  U.S. Decennial Census. United States Census Bureau. Архів оригіналу за 26 квітня 2015. Процитовано 20 червня 2014.
2. ↑  Historical Census Browser. University of Virginia Library. Архів оригіналу за 11 серпня 2012. Процитовано 20 червня 2014.
3. ↑  Population of Counties by Decennial Census: 1900 to 1990. United States Census Bureau. Архів оригіналу за 2 лютого 2019. Процитовано 20 червня 2014.
4. ↑  Census 2000 PHC-T-4. Ranking Tables for Counties: 1990 and 2000 (PDF). United States Census Bureau. Архів оригіналу (PDF) за 18 грудня 2014. Процитовано 20 червня 2014.
5. ↑  State & County QuickFacts. United States Census Bureau. Архів оригіналу за 2 липня 2011. Процитовано 20 червня 2014.(англ.) Наведено за англійською вікіпедією.
6. ↑  American FactFinder. Бюро перепису населення США. Архів оригіналу за 29 липня 2011. Процитовано 31 січня 2008.

| США | Це незавершена стаття з географії США. Ви можете допомогти проєкту, виправивши або дописавши її. |